# Tutti pazzi per l'oro
(Tagline del film)
Tutti pazzi per l'oro (Fool's Gold) è un film del 2008 diretto da Andy Tennant, che mischia avventura e romanticismo con gli attori Matthew McConaughey e Kate Hudson, che tornano a lavorare assieme dopo la commedia Come farsi lasciare in 10 giorni.
In Italia il film è uscito nelle sale il 23 aprile 2008.

## Trama
Finn e Tess, da poco divorziati, si ritrovano loro malgrado a collaborare alla ricerca di un tesoro chiamato la "Dote della Regina", appartenente ad un galeone spagnolo, di nome Aurelia, affondato nel 1715. Tra litigi e ripicche i due si accorgono presto di non essere i soli interessati al prezioso relitto.

## Critica
Il film ha ricevuto durante l'edizione dei Razzie Awards 2008 una nomination come peggior attrice per Kate Hudson.